# 어둠의 나날
《어둠의 나날》(영어: See)은 애플 TV+에서 2019년 11월부터 2022년 10월까지 방영된 미국의 공상 과학 드라마이다.